# Бонев, Деян
Деян Славов Бонев (2 июля 1967, Первомай) — болгарский гребец-каноист, выступал за сборную Болгарии в конце 1980-х — начале 1990-х годов. Участник летних Олимпийских игр в Сеуле, четырежды бронзовый призёр чемпионатов мира, победитель многих регат национального и международного значения.

## Биография
Деян Бонев родился 2 июля 1967 года в городе Первомае Пловдивской области. Активно заниматься греблей начал в раннем детстве, проходил подготовку в Софии, состоял в ЦСКА.
Первого серьёзного успеха на взрослом международном уровне добился в 1988 году, когда попал в основной состав болгарской национальной сборной и благодаря череде удачных выступлений удостоился права защищать честь страны на летних Олимпийских играх в Сеуле. Стартовал здесь в двойках вместе с напарником Петром Божиловым на дистанциях 500 и 1000 метров — в первом случае показал в финале четвёртый результат, немного не дотянув до призовых позиций, тогда как во втором случае занял в финале девятое место.
В 1989 году Бонев выступил на домашнем чемпионате мира в Пловдиве, где стал бронзовым призёром в зачёте четырёхместных каноэ на километровой дистанции. Год спустя побывал на мировом первенстве в польской Познани, откуда привёз сразу две награды бронзового достоинства, выигранные в четвёрках на пятистах и тысяче метрах. Ещё через год на аналогичных соревнованиях в Париже получил ещё одну бронзу в каноэ-четвёрках на дистанции 1000 метров. Вскоре по окончании этих соревнований принял решение завершить карьеру профессионального спортсмена, уступив место в сборной молодым болгарским гребцам.